# Électrofilage
 (février 2019).
Le contenu est difficilement compréhensible vu les erreurs de traduction, qui sont peut-être dues à l'utilisation d'un logiciel de traduction automatique.

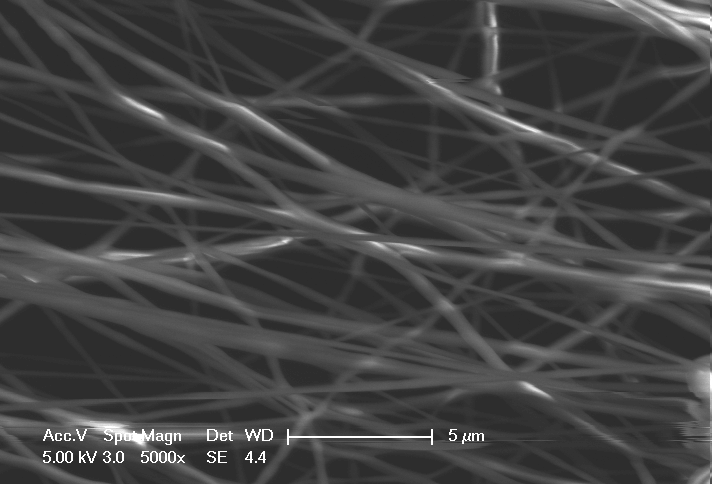
Photographie MEB de fibres électrofilées de polycaprolactone.

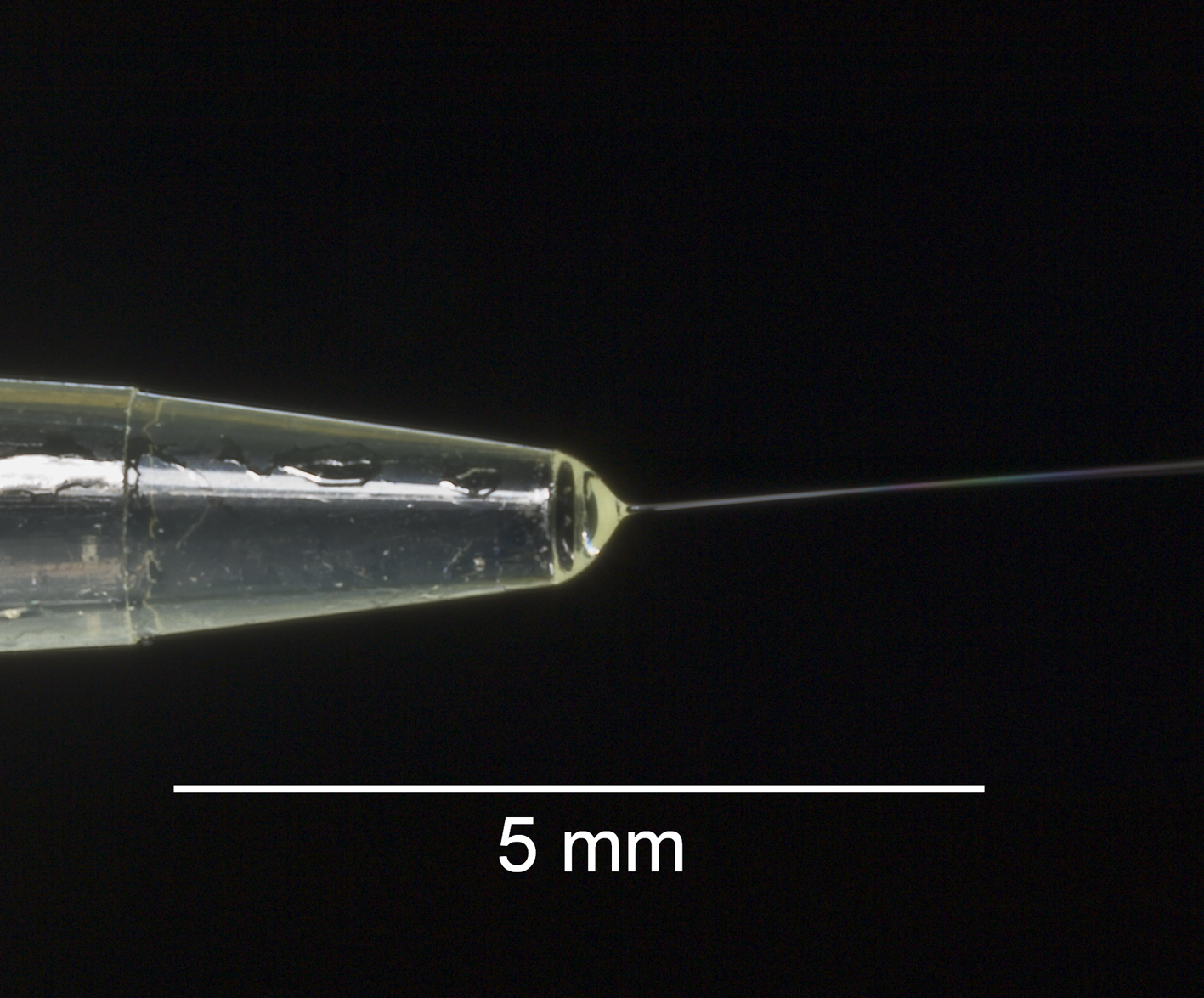
Photographie d'un ménisque d'alcool de polyvinyle en solution aqueuse, montrant une fibre électrofilée à partir d'un cône de Taylor.

L'électrofilage, electrospinning ou filature par voie électrostatique est une méthode de production de fibres qui utilise une force électrique pour tirer des fils de polymères chargés en solution ou fondus jusqu'à des diamètres de l'ordre de centaines de nanomètres. L'électrofilage partage des caractéristiques de l'électronébulisation et du filage sec traditionnel des fibres,. Le processus ne nécessite pas l'utilisation de coagulation chimique ou de hautes températures pour produire des fibres solides à partir d'une solution. Cela rend le processus particulièrement adapté à la production de fibres utilisant des molécules larges ou complexes. L'électrofilage peut également être effectué à partir de précurseurs fondus ; cette méthode permettant de garantir qu'aucun solvant ne sera transféré au produit final.

## Processus
Lorsqu'une tension électrique suffisamment haute est appliquée à une gouttelette de liquide, le corps du liquide se charge, et la force de répulsion électrostatique s'oppose alors à la tension de surface forçant la gouttelette à s'étirer ; à un point critique, un flux de liquide jaillit de la surface. Ce point de l'éruption est appelé « cône de Taylor ». Si la cohésion moléculaire du liquide est suffisamment élevée, il n'y a pas de rupture du flux et un jet chargé de liquide est formé (si une rupture a lieu, des gouttelettes sont électropulvérisée),.
Comme le jet sèche en vol, le mode de circulation du courant change de ohmique à convectif tandis que les charges migrent à la surface de la fibre. Le jet est alors allongé par un processus causé par la répulsion électrostatique initiée au niveau de petits plis sur la fibre, jusqu'à ce qu'elle soit finalement déposée sur la mise à la terre du collecteur. L'allongement et l'amincissement de la fibre résultant de cette instabilité de flexion conduit à la formation de fibres uniformes de diamètres de l'ordre du nanomètre.

## Paramètres
- Poids moléculaire, distribution du poids moléculaire et architecture du polymère
- Propriétés en solution (viscosité, conductivité et tension de surface)
- Potentiel électrique, débit et concentration
- Distance entre les capillaires sur la surface du collecteur
- Paramètre ambiants (température, humidité et vitesse du flux d'air dans la chambre)
- Comportement et taille de l'écran du collecteur
- Jauge aiguille

## Appareillage
L'installation de laboratoire pour électrofilage standard se compose d'une filière (généralement une aiguille de seringue hypodermique) alimentées en courant continu à haute tension (de 5 à 50 kV), une pompe à seringue, et un collecteur mis à la terre. Une solution de polymère, sol-gel, une suspension de particules ou un polymère fondu est chargé dans la seringue et le liquide est évacué à la pointe de la seringue à un taux constant par la pompe à seringue. Une autre possibilité est d'alimenter la goutte à l'extrémité de la filière à partir d'un réservoir à pression constante. Cette seconde solution est recommandée pour les polymères à basses viscosités.
|  |  |

## Augmentation des capacités de production
- Multiplication du nombre d'aiguilles[8]
- Roller electrospinning
- Électrofilage par câble (wire electrospinning)
- Électrofilage par bulle (bubble electrospinning)[9]
- Électrofilage par boule (ball electrospinning)
- Électrofilage haute-vitesse[10]
- Électrofilage sur arrête (plate edge electrospinning)[11]
- Électrofilage par bol (bowl electrospinninge)[12]
- Électrofilage par tube (hollow tube electrospinning)[13]
- Électrofilage par cône rotatif (rotary cone electrospinning)[14]
- Électrofilage par bobine (spiral coil electrospinning)[15]
- Électrosoufflage (electroblowing)[16]
- Électrofilage sans aiguille (needleless electrospinning)[17]
- Électrofilage à courant alternatif (alternating current electrospinning)[18]

## Autres techniques
Des modificationss de la filière et/ou du type de solution peuvent permettre la création de fibres aux structures et propriétés uniques. Les fibres électrofilées peuvent adopter une morphologie poreuse ou en core–shell (noyau-gaine) en fonction du type de matériaux utilisés ainsi que du taux d'évaporation et de miscibilité des solvants impliqués. Pour les techniques impliquant plusieurs fluides pendant la filation, les critères généraux des fibres créées dépendent de la fiabilité de la solution extérieure. Cela ouvre la possibilité de création de fibres composites pouvant servir à la délivrance de médicaments ou possédant la capacité d'auto-réparation en cas de rupture,.

### Électrofilage coaxial

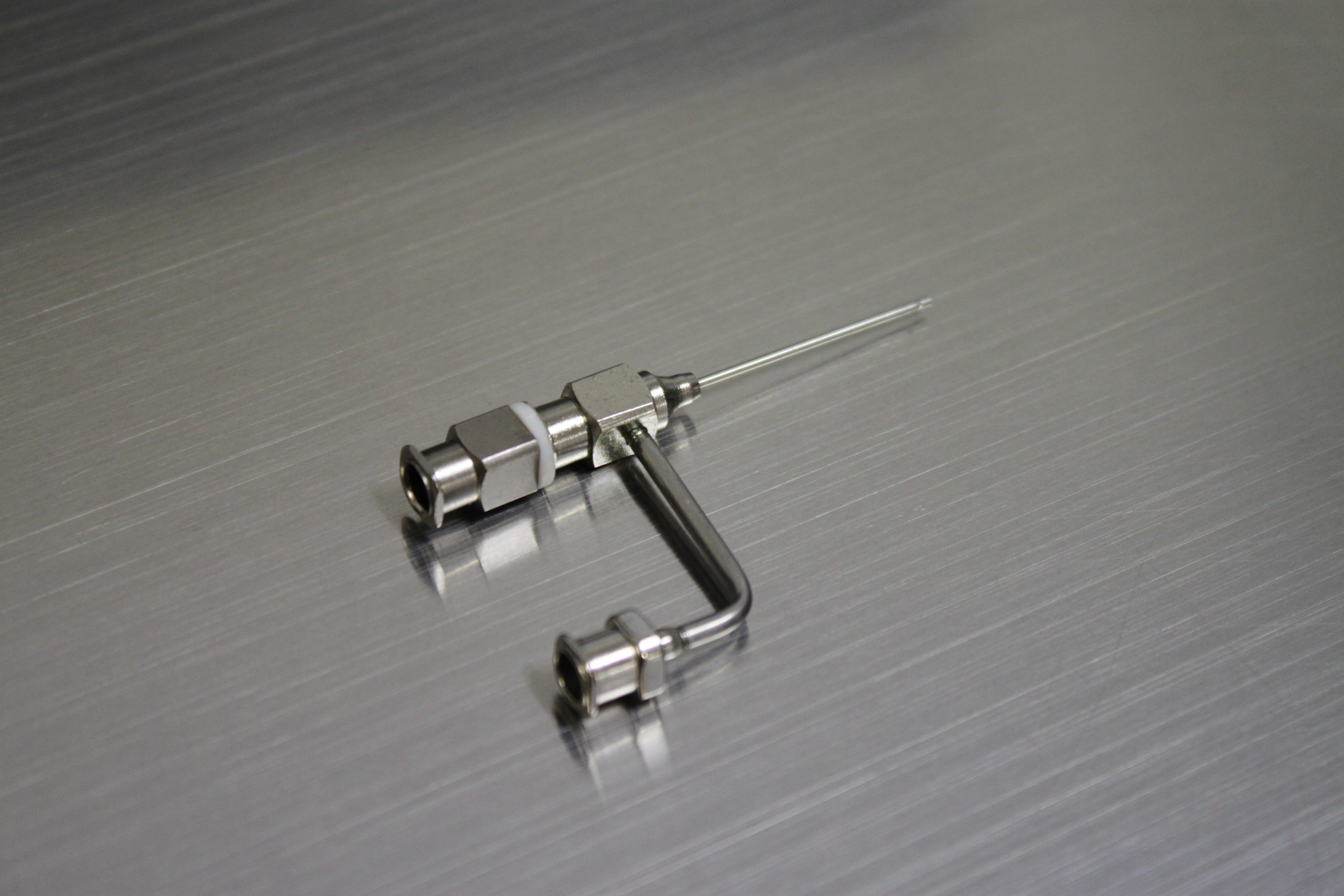
filière coaxiale en acier

Un dispositif coaxial utilise un système d'alimentation à double-injection qui permet l'injection d'une solution dans une autre à l'aide d'une filière. La gaine liquide est censée agir comme un transporteur qui tire le fluide intérieur à l'extrémité du Cône de Taylor. Si les solutions sont non miscibles on observe la formation d'une structure en core-shell (noyau-gaine). Les solutions miscibles peuvent toutefois entraîner la formation de porosité ou de fibres faites de phases distinctes en raison de la séparation de phase lors de la solidification de la fibre. Pour les installations les plus avancées, des filières tri-axiales voir quadri-axiale peuvent être utilisées.

### Électrofilage émulsif
Des émulsions peuvent être utilisés pour créer une structure core-shell (noyau-gaine) sans modification de la filière. Cependant, ces fibres sont généralement plus difficiles à produire que par électrofilage coaxial en raison du grand nombre de variables qui doivent être prises en compte dans la création de l'émulsion. Une phase aqueuse et une phase d'un solvant non miscible sont mélangées en présence d'un agent réactif pour former l'émulsion. N'importe quel agent capable de stabiliser l'interface entre les phases non miscibles peut être utilisé. Les agents tensioactifs tels que le Laurylsulfate de sodium, Triton ainsi que des nanoparticules ont été utilisés avec succès. Pendant le processus d'électrofilage les gouttelettes issues de l'émulsion sont étirés dans le liquide et progressivement confiné jusqu'à leur coalescence. Si la fraction volumique interne du fluide est suffisamment élevé, un noyau interne continu peut être formé.
L'électrofilage de mélanges est une variante de cette technique qui utilise le fait que les polymères sont généralement non miscibles entre eux et peuvent se séparer sans avoir recours à des surfactants. Cette méthode peut encore être simplifiée si un solvant capable de dissoudre les deux polymères est utilisé.

### Électrofilage à polymère fondu
L'électrofilage à polymères fondus élimine le besoin de solvants volatils dans la solution utilisée. Les fibres polymères semi-cristallines tels que le PE, PET et PP, qui autrement seraient impossible ou très difficile à filer avec l'électrofilage de solutions, peuvent ainsi être créés. Le matériel utilisé est très similaire à celui employé dans les autres configurations et comprend l'utilisation d'une seringue ou d'une filière, une haute tension d'alimentation et un collecteur. Le polymère fondu est généralement produit par le chauffage par résistance, circulation de fluides, d'air ou par lasers.
En raison de la forte viscosité des polymères fondus, le diamètre des fibres est généralement légèrement plus grand que ceux obtenus à partir d'une solution d'électrofilage. L'homogénéité de la fibre à assurer la stabilité du taux d'écoulement et l'équilibre thermique, a tendance à être très bon. L'instabilité de « fouettage » (Whipping), étape principale durant laquelle la fibre est étirée pour la filature à partir de solutions, peut être absente du processus en raison de la basse température de la conductivité et de la viscosité élevée de la fonte. Les facteurs les plus importants qui affectent la taille des fibres sont en général le débit d'alimentation, le poids moléculaire du polymère et le diamètre de la filière. Les fibres de tailles allant d'environ 250 nm à plusieurs centaines de micromètres ont été créés jusqu'à maintenant avec, pour les tailles les plus petites, des polymères à poids moléculaire faible.

## Utilisation

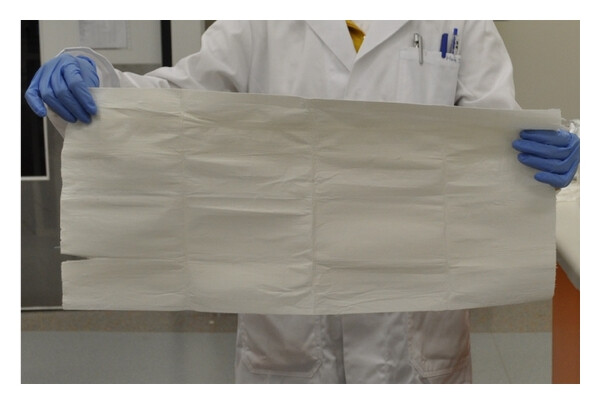
Tissu de nanofibres de polyacrylonitrile produit par électrofilage par bobine

La taille de fibres électrofilées peut être nanométrique et les fibres peuvent posséder des textures de surface d'échelle également nanométrique, induisant un comportement différent des « macro-matériaux » lors d'interaction avec d'autres composés. En plus de cela, les fibres produites par électrofilage sont censées avoir deux propriétés principales, un rapport surface/volume très élevé, et une structure moléculaire relativement exempte de défauts. Cette première propriété rend les matériaux électrofilées particulièrement adaptés pour les activités nécessitant un haut degré de contact physique (comme pour héberger des réactions chimiques ou capturer des particules de petite taille lors d'une filtration par enchevêtrement physique par exemple). La deuxième propriété permet aux fibres électrofilées d'avoir une résistance théorique proche de la résistance maximale d'un matériel ouvrant la possibilité de matériaux composites de haute performance.

### Filtration

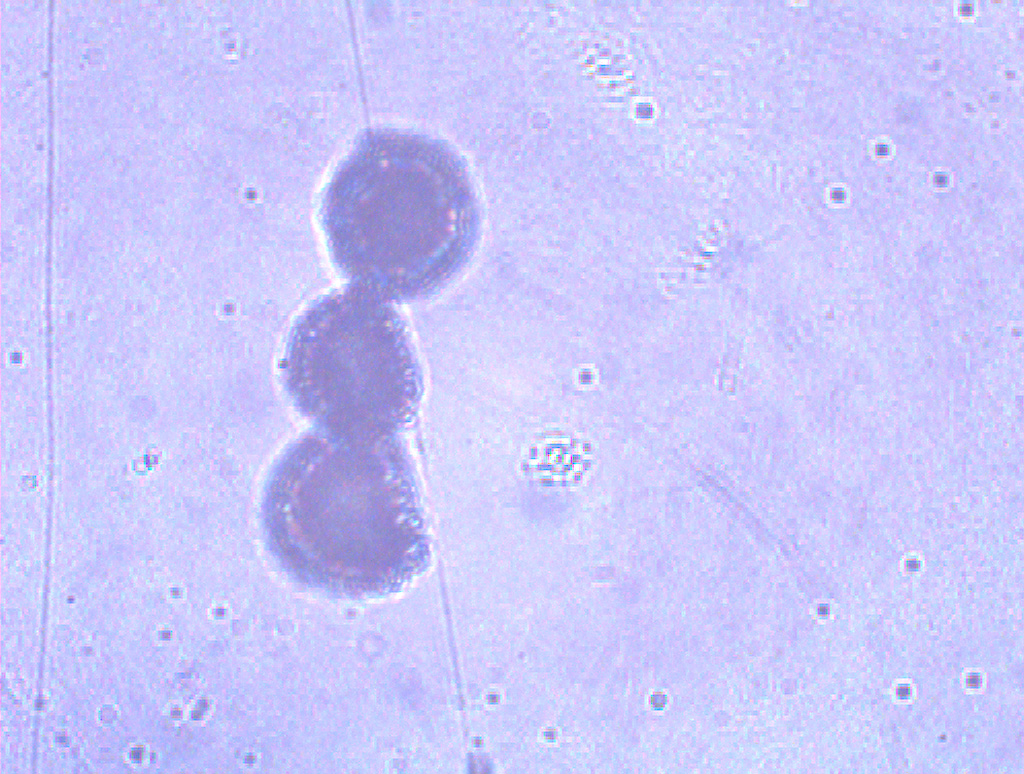
Spore d'une mousse de Lycopodium-club (diamètre d'environ 60 micromètres) capturés sur une fibre électrofilée d'alcool polyvinylique.

L'utilisation de nanofibres toiles comme moyen de filtration est assez courante. En raison de leur petite taille, les fibres de London-van der Waals sont une méthode de filtration utiles en raison de l'adhérence entre les fibres et les matériels capturés. Les nanofibres polymères ont été utilisées dans des applications de filtration d'air pendant plus de 70 ans,. En raison des mauvaise propriétés mécaniques des couches minces des nanowebs (nano-tissages), elles sont généralement posées sur un moyen de filtration du substrat. Le petit diamètre des fibres provoque le glissement des flux à la surface des fibres, ce qui engendre une augmentation de l'interception et de l'impaction inertielle de l'efficacité de ces composites. Le renforcement de l'efficacité de la filtration à la même chute de pression est possible avec des fibres ayant un diamètre inférieur à 0.5 micromètre. Les membranes en nanofibres électrofilées sont de bons candidats pour ces applications.

### Utilisations textiles
La majorité des premiers brevets d'électrofilage ont été pour des applications textiles, cependant peu de tissu ont été effectivement produits, peut-être en raison de difficultés de maniement de ces fibres à peine visibles. Cependant, l'électrofilage a le potentiel de produire un fluide non-tissé de vêtements par l'intégration de la fabrication de pointe avec de la fibre de électrofilage. Cela introduit une multi-fonctionnalité en mélangeant des fibres electrospinlaced (électro-entrelacées) (électrofilage de différents types de fibres et de revêtements pour former des formes en trois dimensions, tels que les vêtements),.

### Utilisations médicales
L'électrofilage peut également être utilisé à des fins médicales. Les produits électrofilées faits pour l'ingénierie tissulaire peuvent être utilisées pour pénétrer des cellules à traiter ou remplacer des cibles biologiques. Les pansements en nanofibres ont une excellente capacité à isoler la plaie contre les infections microbiennes. D'autres matières textiles médicales, telles que les sutures, sont également réalisables par électrofilage. L'ajout d'une substance médicamenteuse est possible dans la solution électrofilée ou lors de la fonte de divers systèmes fibreux de délivrance de médicaments (par exemple les implants, les patchs transdermiques, les formes orales). La spécificité de l'électrofilage se manifeste par sa capacité à produire des échafaudages de microfibres dont on peut contrôler précisément les propriétés mécaniques.

### Utilisations pharmaceutiques
Le continu et l'efficacité de séchage à l'effet de permettre l'intégration de l'électrofilage en continu de la fabrication de produits pharmaceutiques de systèmes. Le synthétisait le médicament liquide peut être rapidement transformé en un électrofilées produit solide qui permet de les traiter pour les installations de production de comprimés et d'autres formes de dosage.

### Composites

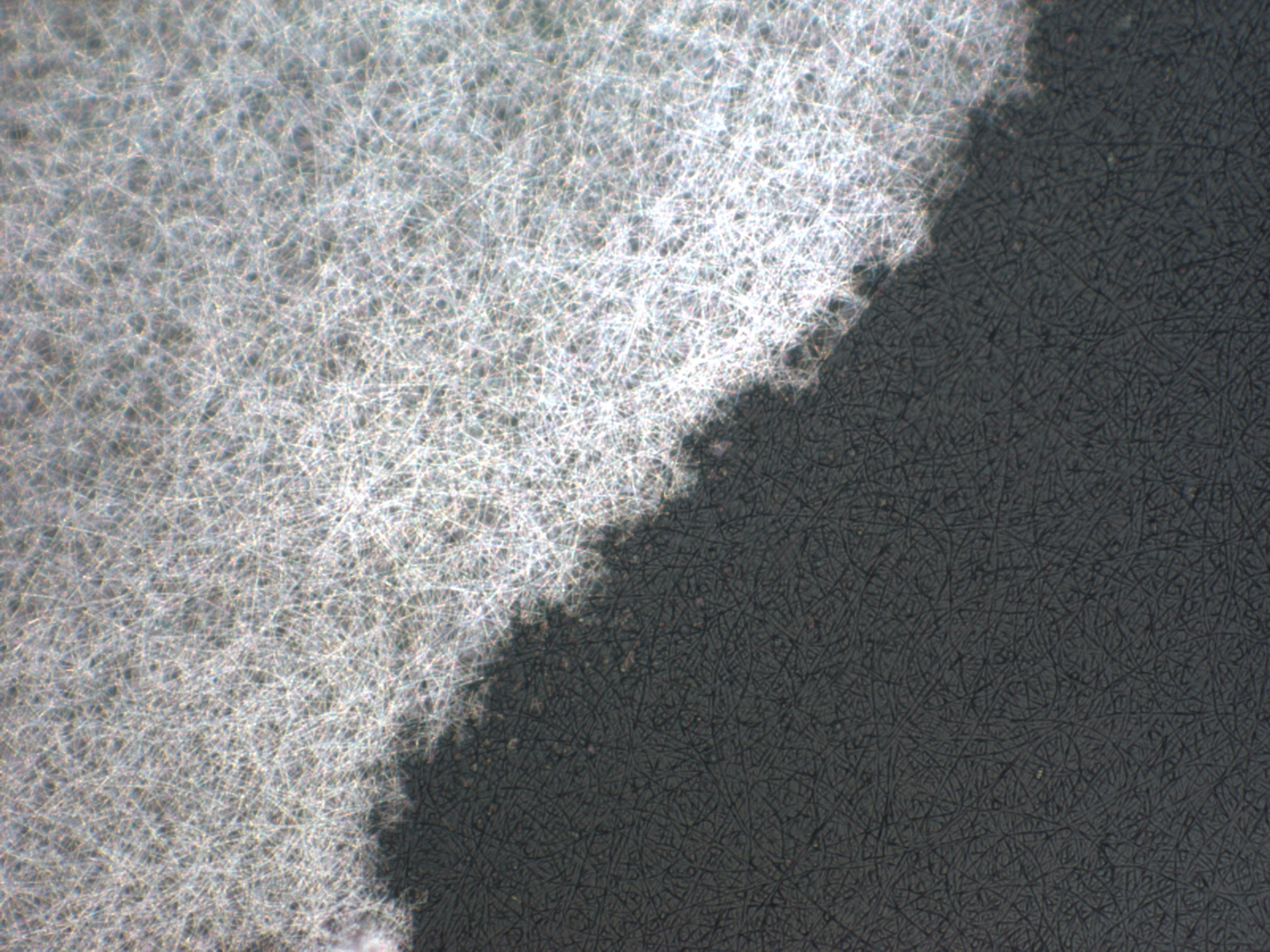
Imagerie de résine époxyde de fibres électrofilées d'alcool polyvinylique en « fibres de tapis ».

L'électrofilage de fibres dites « ultra-fines » montre un important potentiel dans la fabrication de matériaux composites à fibres longues.
L'application demeure limitée par des difficultés dans la prise de quantités suffisantes de fibres et la transposition des techniques à grande échelle et dans des délais économiquement viables. Pour ces raisons, les applications médicales (nécessitant des quantités relativement petites de fibres) constitue le cœur de marché des matériaux renforcés de fibres électrofilées.

### Catalyseurs
Les fibres électrofilées peuvent servir de surfaces pour l'immobilisation d'enzymes. Ces derniers pourraient par la suite être utilisés pour briser (et éliminer) des produits chimiques toxiques dans l'environnement.

## Production à grande échelle
Au moins sept pays dans le monde ont aujourd'hui des entreprises avec des capacités industrielles d'électrofilage : la Tchéquie en possède trois, l'Iran, le Japon, et l'Espagne deux chacun, et les Pays-Bas, l'Italie et la Turquie une chacun.